# Jesse Sullivan
Jesse Sullivan je známý díky operaci plně robotického ramene, které je nepřímo napojené na jeho nervový systém přes svaly, které mu zbyly, takže ruku může do jisté míry ovládat pouze myslí jako běžnou paži. Jde o průlomové použití bioniky v protetické praxi.
Jeho bionická paže je prototyp vyvinutý v Chicagském rehabilitačním institutu a liší se od ostatních protéz tím, že místo systémů táhel apod. používá počítače, které dokážou uskutečnit mnohem širší množství složitých pohybů. Je to také první prototyp, který dovoluje nositeli cítit tlak.

## Historie
Jako elektrikář se Jesse Sullivan nešťastnou náhodou dotkl vodiče pod napětím mezi 7000 až 7500 voltů. V květnu 2001 mu pak musely být obě ruce amputovány až k ramenům. Sedm týdnů po amputaci získal Jesse Sullivan odpovídající bionické protézy od doktora Todda Kuikena z Chicagského rehabilitačního institutu.
Původně byly napojeny na nervová zakončení na obou stranách, ale u Jesse se vyvinula hypersenzitivita, což mu působilo velké obtíže v oblastech ramen. Jesse Sullivan podstoupil operaci, při které byly nervy, které původně vedly do jeho paže, převedeny na hruď. Senzory nyní snímají nervové podněty z těchto nových nervových zakončení.
Zatímco se prototyp vylepšuje, Jesse Sullivan používá k denním potřebám svůj starší model.[kdy?]